# Spoorlijn Pré-en-Pail - Mayenne
De spoorlijn Pré-en-Pail - Mayenne was een Franse spoorlijn van Pré-en-Pail naar Mayenne. De lijn was 44,3 km lang en heeft als lijnnummer 435 000.

## Geschiedenis
De lijn werd geopend door de Compagnie des chemins de fer de l'Ouest op 23 oktober 1881. Op 1 maart 1938 is de lijn gesloten voor personenvervoer. In 1950 werd het goederenvervoer tussen Pré-en-Pail en Javron gestaakt. Tot 1987 was er goederenvervoer tussen Javron en Mayenne, daarna is de lijn opgebroken.

## Aansluitingen
In de volgende plaatsen is of was er een aansluiting op de volgende spoorlijnen:
Pré-en-Pail
RFN 432 000, spoorlijn tussen Alençon en Domfront
Mayenne
RFN 436 000, spoorlijn tussen La Chapelle-Anthenaise en Flers
RFN 438 000, spoorlijn tussen Mayenne en La Selle-en-Luitré